# Duo
Duo – forma muzyczna oznaczająca dwóch muzyków grających na różnych lub jednakowych instrumentach muzycznych, z których żaden nie pełni funkcji akompaniującej lub utwór na dwa instrumenty. 
Typową formą duo jest utwór na dwoje skrzypiec z akompaniamentem basu generalnego (sonata triowa). Duo było również utożsamiane od połowy XVIII wieku z sonatą na skrzypce oraz fortepian.
Potocznie słowo „duo” jest używane zamiennie z określeniem „duet”.